# Marmorkirken Station
Marmorkirken Station er en undergrundsstation på den københavnske Metros cityring. Marmorkirken Station ligger ved Frederiks Kirke (også kaldet “Marmorkirken”), med hovedtrappe ud imod Store Kongensgade.
Marmorkirken Station ligger i takstzone 1. Stationen åbnede den 29. september 2019.
Byggeriet begyndte ultimo 2009 med ledningsarbejde og arkæologiske udgravninger. Selve udgravningen begyndte medio 2011 og stationen stod færdig 2019.
Stationen er beklædt med kalkstenspaneler med forstenede søpindsvin og blæksprutter, som en henvisning til at marmor er metamorf kalksten. Som den eneste station ligger tunnelrørene ovenpå hinanden, i stedet for ved siden af hinanden.